# Pedro António de Menezes Noronha de Albuquerque
Pedro António de Menezes Noronha de Albuquerque, 1. markiz de Angeja (ur. 13 czerwca 1661, zm. 16 lipca 1731) – portugalski polityk.
Jego ojcem był António de Noronha (zm. 1675), a matką Maria de Menezes.
W latach 1692–1699 był wicekrólem Indii Portugalskich, a od 1713 do 1718 wicekrólem Brazylii.
Jego żoną była Isabel de Souza.

## Potomstwo
- António de Noronha (1680-1735), który poślubił córkę innego polityka portugalskiego João Gomesa da Silva, hrabiego Tarouca, Luizę Josefinę de Menezes.
- Diogo de Noronha, który 6 czerwca 1712 poślubił Joaquinę Marię de Menezes.
- Leonor Maria Antónia de Noronha (ur. 1682), która 31 października 1700 poślubiła Nuno de Mendoça e Moura.